# Goose (Band)
Goose, abgeleitet von der englischen Bezeichnung goose für Gans, ist eine belgische Elektro-Rock- und Dance-Punk-Band, bestehend aus Mickael Karkousse, Dave Martijn, Tom Coghe und Bert Libeert.

## Bandgeschichte

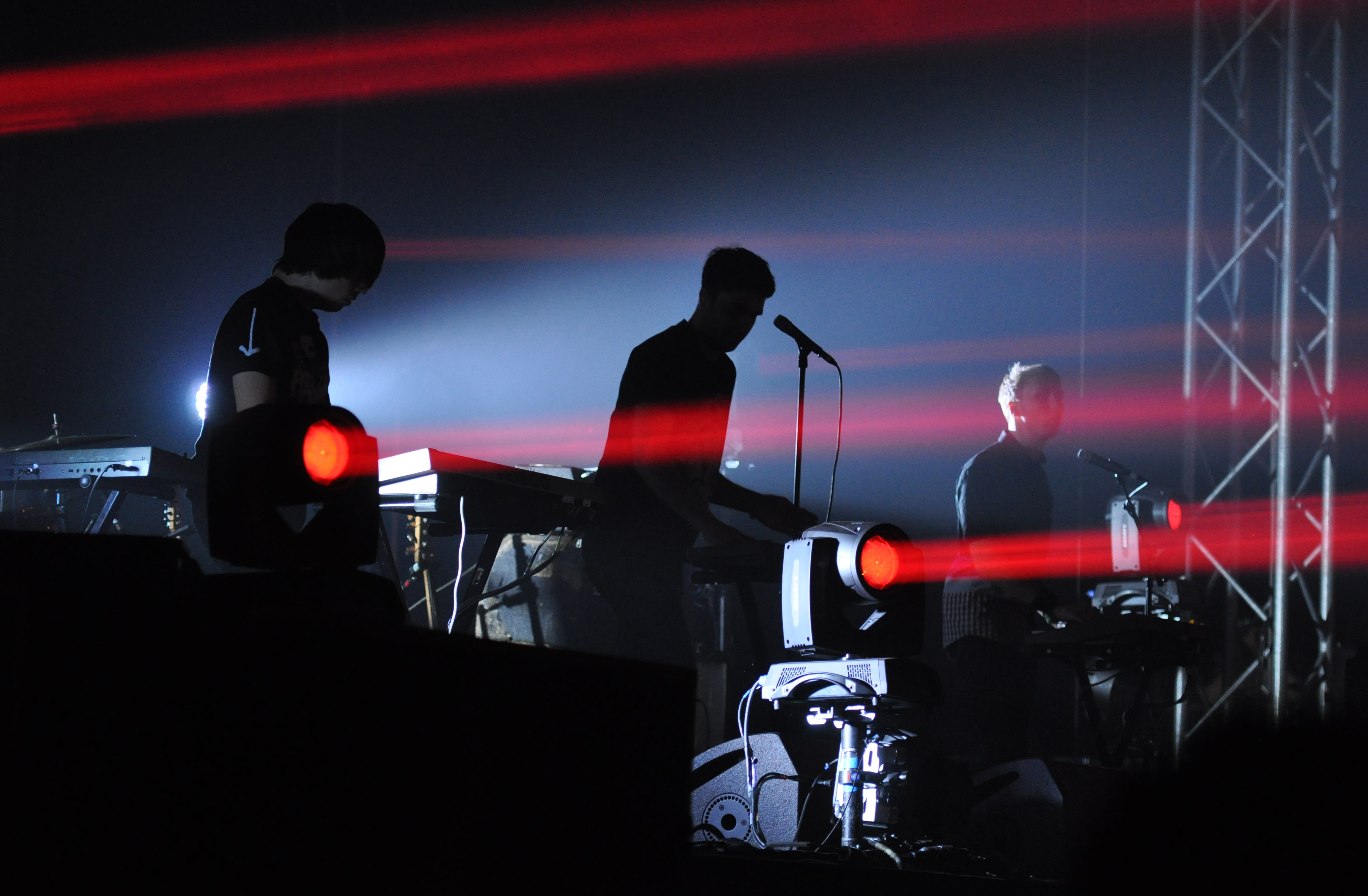
Goose beim Paaspop 2013

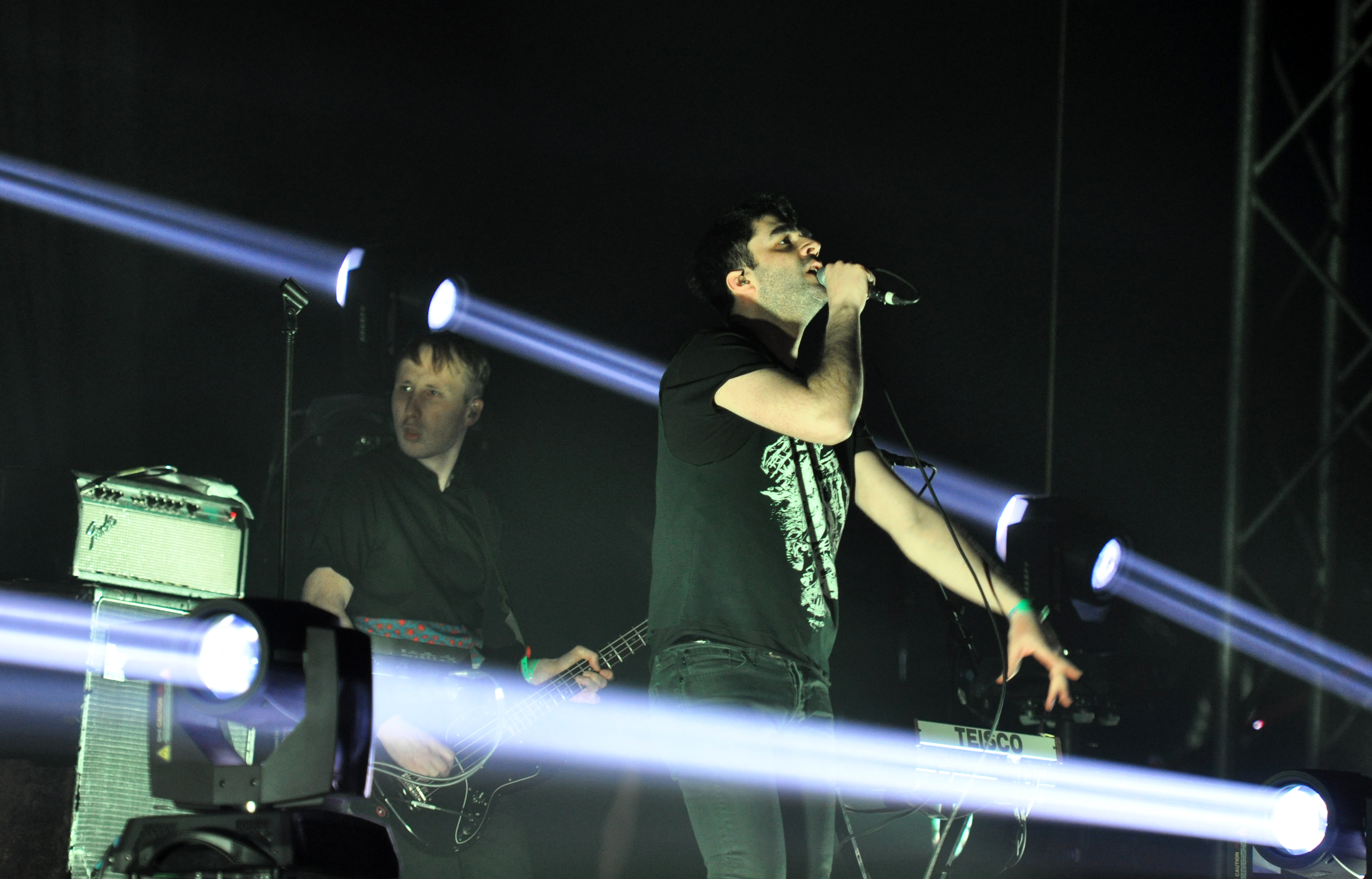
Goose beim Paaspop 2013

Im Sommer 2000 wurde Goose in Kortrijk, Belgien gegründet. Ihre Produktionen begeisterten die Szene durch den starken Einfluss von Synthesizern. Sie gewannen 2002 die Humo’s Rock Rally und veröffentlichten im gleichen Jahr die Single „Audience“ mit Teo Miller. Diese Single benutzte Coca-Cola für ihre europaweiten Werbespots.
Sie wurden bei Skint Records unter Vertrag genommen und ihr Debüt-Album „Bring It On“ am 11. November 2006 veröffentlicht. Sie tourten durch Europa und spielten anschließend in Australien und Japan.
Goose veröffentlichte ihr zweites Album „Synrise“ am 18. Oktober 2010. Die erste Single vom Album „Words“ wurde am 10. August 2010 zum ersten Mal im Radio gespielt. Der Titelsong „Synrise“ wurde auch von Künstlern wie Mumbai Science, Housemeister, Paul Chambersand und Soulwax gemixt. Sogar Jef Neve, ein berühmter belgischer Jazz-Pianist, machte eine klassische Klavier-Version von der Single. Das Cover des Albums wurde von Sturm Thorgerson entworfen.
Das dritte Album „Control Control Control“ (2012) wurde live im Studio von Paul Stacey (Noel Gallagher) und Dave Sardy (Oasis, ZZ Top) aufgenommen.

## Diskografie

### Alben
| Jahr | Titel Musiklabel                                | Höchstplatzierung, Gesamtwochen, AuszeichnungChartplatzierungen (Jahr, Titel, Musiklabel, Platzierungen, Wochen, Auszeichnungen, Anmerkungen) | Höchstplatzierung, Gesamtwochen, AuszeichnungChartplatzierungen (Jahr, Titel, Musiklabel, Platzierungen, Wochen, Auszeichnungen, Anmerkungen) | Höchstplatzierung, Gesamtwochen, AuszeichnungChartplatzierungen (Jahr, Titel, Musiklabel, Platzierungen, Wochen, Auszeichnungen, Anmerkungen) | Anmerkungen                             |
| Jahr | Titel Musiklabel                                | BEW | BEF | US | Anmerkungen                             |
| ---- | ----------------------------------------------- | --- | --- | --- | --------------------------------------- |
| 2006 | Bring It On Skint Records                       | — | BEF17 (46 Wo.)BEF | — | Erstveröffentlichung: 8. September 2006 |
| 2010 | Synrise !K7 Records                             | — | BEF5 (19 Wo.)BEF | — | Erstveröffentlichung: 18. Oktober 2010  |
| 2012 | Control Control Control Safari Records          | BEW59 (6 Wo.)BEW | BEF3 (48 Wo.)BEF | — | Erstveröffentlichung: 12. Oktober 2012  |
| 2016 | What You Need Safari Records                    | BEW62 (8 Wo.)BEW | BEF1 (50 Wo.)BEF | — | Erstveröffentlichung: 15. April 2016    |
| 2018 | Nonstop – Live at Pukkelpop 2018 Safari Records | — | BEF146 (2 Wo.)BEF | — | Livealbum                               |
| 2021 | Something New Safari Records                    | — | BEF2 (2 Wo.)BEF | — | Erstveröffentlichung: 12. März 2021     |
| 2022 | Endless Safari Records                          | — | BEF6 (6 Wo.)BEF | — | Erstveröffentlichung: 11. März 2022     |
| 2024 | G20se                                           | — | BEF12 (2 Wo.)BEF | — | Erstveröffentlichung: 4. Oktober 2024   |
| 2025 | Everything Must Go                              | — | — | US182 (1 Wo.)US | Erstveröffentlichung: 25. April 2025    |

### Singles
| Jahr | Titel Album                     | Höchstplatzierung, Gesamtwochen, AuszeichnungChartplatzierungen (Jahr, Titel, Album, Platzierungen, Wochen, Auszeichnungen, Anmerkungen) | Höchstplatzierung, Gesamtwochen, AuszeichnungChartplatzierungen (Jahr, Titel, Album, Platzierungen, Wochen, Auszeichnungen, Anmerkungen) | Anmerkungen                              |
| Jahr | Titel Album                     | BEW | BEF | Anmerkungen                              |
| ---- | ------------------------------- | --- | --- | ---------------------------------------- |
| 2010 | Words Synrise                   | — | BEF8 (12 Wo.)BEF | Erstveröffentlichung: 16. August 2010    |
| 2011 | Synrise                         | — | BEF17 (23 Wo.)BEF | Erstveröffentlichung: 7. März 2011       |
| 2012 | Control Control Control Control | — | BEF27 (4 Wo.)BEF | Erstveröffentlichung: 24. September 2012 |

Weitere Singles
- Audience (2002)
- Black Gloves (2002)
- British Mode (2006)
- Bring It On (2007)
- Can’t Stop Me Now (2010)
- Real (2012)
- Lucifer (2013)
- United (2013)
- Your Ways (2013)
- Call Me (2016)
- So Long (2016)
- What You Need (2016)
- Trip (featuring SX, 2017)
- What You Need (Nonstop Live Remix, 2018)